# Artichauts à la barigoule
Les artichauts à la barigoule sont un mets issu de la tradition culinaire paysanne de Provence. Sa recette a beaucoup varié dans le temps. Sa préparation traditionnelle se fait en utilisant une farce à base des champignons barigoules (également nommés lactaires délicieux et pinins), mais ils sont peu utilisés actuellement. Seule est restée la dénomination.

## Historique
Typiquement provençale et paysanne, la recette de ce mets a beaucoup évolué au fil du temps. À l'origine, elle consistait à faire cuire les artichauts comme des barigoules (lactaires délicieux également nommés pinins), « c'est-à-dire coupés au ras de la queue, arrosés d'huile et grillés ».
Sa première transformation eut lieu quand les cuisiniers des grandes maisons l'adoptèrent et élaborèrent une farce pour l'artichaut. Celle-ci comprenait des barigoules hachées avec divers aromates, puis mêlées à du lard émincé. Cette préparation farcissait les artichauts évidés, qui étaient ensuite entourés de bardes avant d'être braisés en sautoir.
La barigoule est un champignon méridional qui pousse de la fin de l'été au début de l'hiver, essentiellement sous les pins. Si les pins de Provence supportent la sécheresse ainsi que les sols pauvres de natures différentes (calcaires, schisteux, acides…), les champignons qui y sont liés (les pinins) sont très vite attaqués par les vers.
Ce qui peut expliquer que, vers le milieu du XVIIIe siècle, ce champignon fut oublié. La farce disparut de la recette et seule l'appellation fut conservée, avec une garniture composée de lard haché, d'ail écrasé et d'herbes aromatiques diverses.

## Recette ancienne
La plus ancienne recette est donnée par MM. Viard et Fouret, en 1822, dans la première édition de Le Cuisinier royal, ou l'art de faire la cuisine, la pâtisserie et tout ce qui concerne l'office. Elle fut reprise par le seul André Viard, en 1834, dans Le Cuisinier impérial, ou l'art de faire la cuisine, la pâtisserie et tout ce qui concerne l'office.
Il y est expliqué : « Coupez l'extrémité des feuilles ; mettez trois artichauts dans l'eau ; quand ils seront bien lavés, vous les placerez dans l'eau bouillante ; laissez-les blanchir pendant vingt minutes ; vous les rafraîchirez et vous en ôterez le foin ; laissez-les égoutter. Prenez ensuite de la friture bien chaude, vous y mettrez les artichauts du côté des feuilles. Quand elles seront bien frites, vous les égoutterez, vous ajouterez dans une casserole un quarteron de lard râpé, autant de beurre et d'huile, vous hacherez bien fin des champignons, que vous passerez dans la casserole, vous y joignez une cuillerée à bouche d'échalotes bien hachées, autant de persil, un peu d'épices, du sel, du gros poivre ; vous passez bien les fines herbes : laissez-les refroidir, et mettez-les dans l'intérieur des artichauts. Vous placerez, dans le fond de la casserole des bardes de lard, quelques tranches de veau ; vous ficelez vos artichauts, et vous les mettez dedans, avec un peu de thym, du laurier et un verre de bouillon ; vous les couvrirez de bardes de lard et d'un rond de papier beurré : quand ils bouilliront, vous les mettrez sur un feu doux, et vous placerez beaucoup de braise sur un couvercle : lorsqu'ils auront mijoté trois quarts d'heure, vous ôterez la ficelle, et vous les arrangerez sur le plat ; vous verserez un peu de sauce espagnole dedans. Si vous n'avez pas de sauce, vous ferez un roux léger que vous mouillerez avec le fond de vos artichauts, et vous le passerez au tamis de soie. »
Cette recette ancienne et compliquée peut être simplifiée. Les artichauts sont évidés pour être farcis. Dans la farce entrent des champignons et du lard hachés mélangés avec du persil haché, du sel et du poivre. Les artichauts emplis de ce mélange sont bardés puis mis à braiser dans l'huile d'olive en ajoutant un peu de vin blanc. La cuisson commence à feu vif et se finit à feu très doux. À la fin de la cuisson, la cocotte est placée hors du feu, et le service se fait une demi-heure après.

## Recette moderne
Des oignons, des échalotes et des carottes finement émincés sont placés avec un peu d'huile d'olive dans une cocotte. Des petits artichauts violets sont apprêtés (feuilles extérieures ôtées, queue débarrassée de ses fibres, étêtage des feuilles supérieures, citronnage des artichauts afin qu'ils ne noircissent pas). Salés et poivrés, ceux-ci sont déposés sur le lit de légumes dans la cocotte et mouillés. La cuisson se fait à couvert et à petit feu, pendant deux heures.

## Accord mets/vin
Sur ces artichauts, dont l'astringence est heureusement tempérée par les fragrances de l'huile d'olive et la douceur des légumes, s'imposent des vins de Provence rosés comme les coteaux-d'aix-en-provence, les-baux-de-provence, les côtes-de-provence, les coteaux-varois-en-provence, le pierrevert, le vin blanc de Cassis, le bandol et le bellet. Les amateurs peuvent tenter les rosés et les rouges des mêmes AOC.